# Първата страница
 Тази статия е за филма от 1974 година.  За филма от 1931 година вижте Първата страница (филм, 1931).  
„Първата страница“ (на английски: The Front Page) е американски филм от 1974 година, комедия на режисьора Били Уайлдър по негов сценарий в съавторство с И. А. Л. Даймънд, базиран на едноименната пиеса от 1928 година на Бен Хект и Чарлз Макартър. Главните роли се изпълняват от Джак Лемън, Уолтър Матау, Остин Пендълтън, Винсънт Гардения, Сюзън Сарандън.

## Сюжет
В центъра на сюжета е опитен репортер, решил да напусне професията, за да се ожени за богата наследница, който се отбива за последно при свои колеги, отразяващи екзекуцията на осъден за нападение на полицай наивен идеалист.

## В ролите
| Актьор           | Роля                       |
| ---------------- | -------------------------- |
| Джак Лемън       | Хилдебранд (Хилди) Джонсън |
| Уолтър Матау     | Уолтър Бърнс               |
| Сюзън Сарандън   | Пеги Грант                 |
| Винсънт Гардения | Шериф (Хънест Пит) Хартман |
| Дейвид Уейн      | Рой Бензингър              |
| Алън Гарфийлд    | Крюгер                     |
| Чарлз Дърнинг    | Мърфи                      |
| Хърб Еделман     | Шварц                      |
| Остин Пендълтън  | Ърл Уилямс                 |
| Карол Бърнет     | Моли Малой                 |

## Награди и номинации
„Първата страница“ е номиниран за „Златен глобус“ за най-добър филм, а Лемън и Матау – за най-добър актьор.